# 宮本幹也

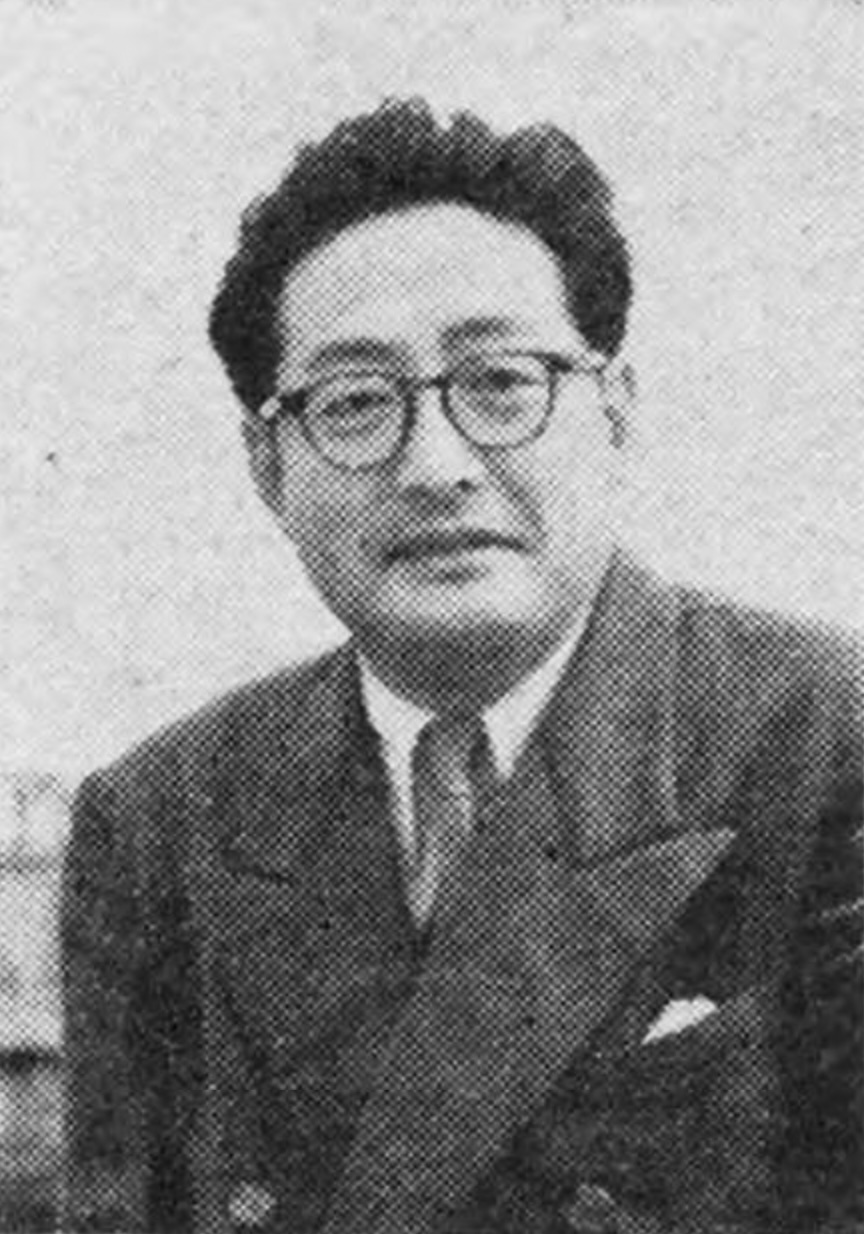
『さしゑ』創刊号（1955年）

宮本 幹也（みやもと みきや、1913年3月20日 - 1993年11月2日）は、日本の作家。本名は正勝（まさかつ）。

## 人物
長野県上水内郡吉田村（現長野市）生まれ。旧制長野中学（長野県長野高等学校）を経て、明治大学文学部卒業。1932年「青春街」がサンデー毎日新人賞を受賞し、作家デビュー。週刊朝日に「霧の中の獣心」「渋柿」を掲載、1935年日活撮影所脚本部員となり、1937年社会浪漫派同人となる。1940年国民文化建設同盟を結成し、1941年『公論』編集長となる。1943年に軍に応召し、1945年復員、1949年から文筆業に復帰。戦後、ユーモア小説、通俗小説を多く書いたが、50代で筆を折ったようである。
著書が、高倉健主演の映画「大学の石松シリーズ」（1956年-1957年、全4作）の原作となった。

## 著書
- 黄河 大仙書房 1940
- 若山牧水の歩み 信友社 1948
- 奇剣珍剣 同光社磯部書房 1952
- 魚河岸帝国 太平洋出版社 1952
- 魚河岸の石松 向日書館 1952

魚河岸の石松 続 向日書館 1953
魚河岸の石松 乱雲篇 向日書館 1953
魚河岸の石松 満開篇 向日書館 1953
魚河岸の石松 旅情篇 桃源社 1954
魚河岸の石松 完結篇 桃源社 1954
- 雲よ恋と共に 忍術女騒乱記 紫書房 1953
- 恋山河 艶色をんな列伝 紫書房 1953
- 七彩の女豹 東京文芸社 1954
- 魔子恐るべし 桃園書房 1954 のち春陽文庫
- 忠治三国志 桃源社 1954
- 残侠都市 東方社 1954
- 情死馬鹿 東京文芸社 1954
- 偽装の乳房 和同出版社 1954
- 青春は野球する 東京文芸社 1954
- 旅役者色ざんげ 東方社 1954
- 怒濤の恋 豊文社 1954
- 魚河岸の大べら棒 東京文芸社 1955 (人気作家小説全集)
- 銀座令嬢 東京文芸社 1955
- 青雲飄々 曽呂利新左衛門 桃源社 1955
- 野獣の祭典 1955 (東方新書)
- 江戸っ子社員 桃源社 1955
- 天下の女傑 東京文芸社 1955
- 筏師ノンコ 桃源社 1955
- 大豪記 大日本雄弁会講談社 1956 (ロマン・ブックス)
- 宮本幹也選集 全20巻 桃源社 1956-1959

真田幸村
- 女豹 和同出版社 1956
- 本朝女豪譚 同人社 1956 (昭和名作選書)
- 頑張れゴンさん 桃源社 1957 (ユーモア名作文庫)
- 巷の王様 桃源社 1957
- 拳骨と青春 桃源社 1957
- 野獣街 光風社 1957
- 好色党奮迅録 第1-3部 浪速書房 1958-1959

魚河岸の石松 奇想天外の巻 桃源社 1958
- 紅灯に戦死す 浪速書房 1958
- カマトト令嬢 桃源社 1958 (ユーモア名作文庫) のち春陽文庫
- 野獣剣 浪速書房 1958
- 決闘街 桃源社 1958
- 地獄の天使 鳥越書房 1958
- シスター君とブラザー嬢 桃源社 1959
- 遊侠太閤記 浪速書房 1960-1961
- 寝台模様 浪速書房 1960
- グッドのおバイ対戦記録 第1-2浪速書房 1960
- わが家の妖精 桃源社 1960
- 白い突風 桃源社 1960
- 探偵化粧 浪速書房 1960
- 寝室眼鏡 浪速書房 1961
- 燕小僧浮世草紙 桃源社 1961
- 乱雲 桃源社 1961
- 女体捜査 浪速書房 1961
- 女が裸に 浪速書房 1961
- 妖術者ここに溶ける 桃源社 1961
- 江戸っ子令嬢 桃源社 1962
- 夢に生きる男 双葉社 1965 (双葉小説新書)
- 青い怒濤 1966 (春陽文庫)
- すばらしい女 1967 (春陽文庫)
- その影を追え 日本文華社 1969 (文華新書)

## 翻訳
- ドイツ民族 アントン・オーホルン 大元社 1941

## 参考
- 文藝年鑑1966、2007
- 『長野県人名鑑』信濃毎日新聞社、1974年